# Kaprun
Kaprun este o comună în regiunea Pinzgau, landul Salzburg, Austria. Localitatea se află în Parcul Național Hohe Tauern unde se află vârful Wiesbachhorn (3.570m) și Kitzsteinhorn (3.203 m).
1. ↑  Dauersiedlungsraum der Gemeinden Politischen Bezirke und Bundesländer - Gebietsstand 1.1.2018 (în germană), Statistica Austriei, accesat în 10 martie 2019